# Iphiaulax simplex
Iphiaulax simplex är en stekelart som först beskrevs av Charles Thomas Brues 1926.  Iphiaulax simplex ingår i släktet Iphiaulax och familjen bracksteklar. Inga underarter finns listade i Catalogue of Life.